# ネットワーク探偵団
『ネットワーク探偵団』（ネットワークたんていだん）は、ニッポン放送発NRN系列（一部独立局含む）で週末にネットされたミニ情報番組。

## 概要
2012年4月改編で開始。当初は5分番組であったが、同年10月以降は10分に拡大した。
NRNならびに一部独立局のネットワークを活用して全国から集められる「お祭り、イベント、新製品、トレンド」といった好奇心をくすぐる様々な情報や話題を「ネットワーク探偵団・団長」に扮した山本剛士（ニッポン放送アナウンサー→2017年6月より報道部記者）が、滝口順平のような声色と語り口で紹介する番組で、極まれにではあるが団員としてゲスト出演がある。
2015年4月最初の放送回「助手」にて、新たな女性助手「リナ」が登場。一人称は〝ボク〟。山本団長にツッコミをいれる傍らでしっかり調査してくる（ただし、週によっては山本が単独で番組を進行するケースもある）。1年後の2016年からは二代目女性助手「メグミ」（今吉めぐみ）が一部回に出演。
2017年9月最終週の回「引き際の美学」をもって、山本が団長を勇退し、二代目として箱崎みどり（ニッポン放送アナウンサー）が就任する。
2017年9月までのテーマ音楽は「探偵団」にちなみ、かつてテレビで放送されたドラマ『少年探偵団』の劇伴（作曲：菊池俊輔）を流用。
2018年4月1日（ニッポン放送の場合）をもって終了。この番組が担ってきた役割は『週刊 なるほど!ニッポン』に引き継がれた。

## 放送日時

### 10分時代の放送時間（2012年10月 - 2018年3月）
2017年10月現在。放送時間の早い順から記載。
野球中継や特別番組で放送時間の変更や休止の場合がある。

| 放送地域      | 放送局             | 放送時間                     | 備考                                                         |
| ------------- | ------------------ | ---------------------------- | ------------------------------------------------------------ |
| 関東広域圏    | ニッポン放送（LF)  | 月曜 0:50 - 1:00（日曜深夜） | 制作局                                                       |
| 山口県        | 山口放送（KRY）    | 土曜 5:00 - 5:10             |                                                              |
| 近畿広域圏    | 朝日放送（ABC）    | 土曜 5:05 - 5:15             |                                                              |
| 北海道        | STVラジオ          | 土曜 5:15 - 5:25             |                                                              |
| 中京広域圏    | 東海ラジオ（SF)    | 土曜 5:30 - 5:40             |                                                              |
| 福岡県        | 九州朝日放送（KBC) | 土曜 6:15 - 6:25             |                                                              |
| 宮崎県        | 宮崎放送（mrt）    | 土曜 6:50 - 7:00             |                                                              |
| 香川県        | 西日本放送（RNC）  | 土曜 7:00 - 7:10             | 『日本全国 ネットワーク探偵団 「みんなのラジオ」』として放送 |
| 大分県        | 大分放送（OBS）    | 土曜 8:20 - 8:30             |                                                              |
| 山形県        | 山形放送（YBC）    | 土曜 10:50 - 11:00           |                                                              |
| 岐阜県        | ぎふチャン（GBS）  | 土曜 11:25 - 11:35           |                                                              |
| 石川県        | 北陸放送（MRO）    | 土曜 15:45 - 15:55           |                                                              |
| 岡山県        | 山陽放送（RSK）    | 土曜 17:05 - 17:15           |                                                              |
| 秋田県        | 秋田放送（ABS）    | 土曜 17:50 - 18:00           |                                                              |
| 熊本県        | 熊本放送（RKK）    | 土曜 18:20 - 18:30           |                                                              |
| 茨城県        | 茨城放送（IBS）    | 土曜 21:00 - 21:10           |                                                              |
| 兵庫県        | ラジオ関西（CRK）  | 日曜 5:25 - 5:35             |                                                              |
| 宮城県        | 東北放送（TBC）    | 日曜 6:05 - 6:15             |                                                              |
| 栃木県        | 栃木放送（CRT）    | 日曜 6:05 - 6:15             | 『サンデーとちぎ』内                                         |
| 富山県        | 北日本放送（KNB）  | 日曜 6:20 - 6:30             |                                                              |
| 和歌山県      | 和歌山放送（wbs）  | 日曜 6:25 - 6:35             |                                                              |
| 長崎県 佐賀県 | 長崎放送（NBC）    | 日曜 7:00 - 7:10             |                                                              |
| 愛媛県        | 南海放送（RNB）    | 日曜 7:20 - 7:30             |                                                              |
| 青森県        | 青森放送（RAB）    | 日曜 7:30 - 7:40             |                                                              |
| 山梨県        | 山梨放送（YBS）    | 日曜 7:30 - 7:39             |                                                              |
| 徳島県        | 四国放送（JRT）    | 日曜 8:00 - 8:10             |                                                              |
| 長野県        | 信越放送（SBC）    | 日曜 8:35 - 8:45             |                                                              |
| 沖縄県        | ラジオ沖縄（ROK）  | 日曜 10:20 - 10:30           | 『ティーチャー愛の西町にちよう学園』内                       |
| 岩手県        | IBC岩手放送        | 日曜 12:20 - 12:30           |                                                              |
| 新潟県        | 新潟放送（BSN）    | 日曜 12:30 - 12:40           |                                                              |
| 福井県        | 福井放送（FBC）    | 日曜 12:50 - 13:00           |                                                              |
| 京都府 滋賀県 | KBS京都            | 日曜 17:15 - 17:25           |                                                              |
| 静岡県        | 静岡放送（SBS）    | 日曜 17:20 - 17:30           |                                                              |
| 鳥取県 島根県 | 山陰放送（BSS）    | 日曜 17:50 - 18:00           |                                                              |
| 福島県        | ラジオ福島（rfc）  | 日曜 18:00 - 18:10           | 『ORANGE TIMEサンデー』内                                    |
| 広島県        | 中国放送（RCC）    | 日曜 22:30 - 22:40           |                                                              |
| 高知県        | 高知放送（RKC)     | 月曜 5:00 - 5:10             |                                                              |
| 鹿児島県      | 南日本放送（MBC）  | 月曜 21:30 - 21:40           |                                                              |

この他にも、毎日放送で2015年12月14日、2016年11月28日4:45 - 4:55に単発で放送された。

### 5分時代の放送時間（2012年4月 - 2012年9月）
- ニッポン放送 - 日曜18:55 - 19:00（ニッポン放送ショウアップナイター放送時は休止）　※制作局
- STVラジオ - 日曜 7:00 - 7:05
- 秋田放送 - 日曜 8:50 - 8:55
- 東北放送 - 日曜 21:15 - 21:20
- ラジオ福島 - 日曜 18:10 - 18:15（『心ひとつの3.11 ふくしまの絆ステーション』に内包）
- 茨城放送 - 日曜 18:10 - 18:15
- 栃木放送 - 日曜 21:15 - 21:20
- 信越放送 - 日曜 18:05 - 18:10　→　6月から　日曜7:05 - 7:10
- 山梨放送 - 日曜 20:55 - 21:00
- 北日本放送 - 日曜 20:55 - 21:00
- 福井放送 - 日曜 9:55 - 10:00
- 東海ラジオ - 日曜 5:25 - 5:30　※7月ネット開始
- 京都放送（KBS滋賀） - 日曜 18:10 - 18:15
- 朝日放送 - 日曜 22:55 - 23:00　※7月ネット開始
- ラジオ関西 - 日曜 17:47 - 17:53
- 中国放送 - 日曜 20:55 - 21:00
- 四国放送 - 日曜 17:55 - 18:00　※7月ネット開始
- 高知放送 - 日曜 16:10 - 16:15
- 九州朝日放送 - 月曜 20:00 - 20:05（『スター・ラブちゃんねるB面』に内包）
- 大分放送 - 日曜 20:55 - 21:00
- 長崎放送（NBC佐賀） - 日曜 20:55 - 21:00
- 南日本放送 - 日曜 20:55 - 21:00

## 参考記事
- 実際のオンエア、ラジオ番組表（2012春/秋/2013春）